# Girls Fall Like Dominoes
Girls Fall Like Dominoes („Момичетата падат като домино“) е песен на американската рапърка Ники Минаж. Песента е част от луксозното издание на албума Pink Friday (само според iTunes).

## Видео
Премиерата на видеото към песента 14 март 2011 г. по SB.TV. Към песента има камео участия на:
- Бионсе
- Дрейк
- Лил Уейн
- Мадона
- Марая Кери
- M.I.A.
- Риана
- Сиара

## Дата на издаване
- Австралия – 11 април 2011[2]
- Великобритания – 15 април 2011[3]

## Позиции в музикалните класации
- Австралия (ARIA) – 99[4]
- Великобритания (Top 40 R&B Singles) – 8[5]
- Великобритания (UK Singles Chart) – 24[6]
- Ирландия (IRMA) – 28[7]
- Нова Зеландия (RIANZ) – 13[8]
- Шотландия (Official Charts Company) – 27[9]